# Вехручей (ручей)
Вехручей — ручей в России, протекает по территории Сумпосадского сельского поселения Беломорского района Республики Карелии. Длина ручья — 12 км.
Ручей берёт начало из болота Большой Ламбиноватый Мох на высоте 23 м над уровнем моря и далее течёт преимущественно в северном направлении по заболоченной местности.
Ручей в общей сложности имеет девять малых притоков суммарной длиной 26 км.
Устье реки находится на Поморском берегу Онежской губы Белого моря.
Населённые пункты на ручье отсутствуют.
Код объекта в государственном водном реестре — 02020001412202000007195.